# Brunfelsia pilosa
Brunfelsia pilosa är en potatisväxtart som beskrevs av Plowman. Brunfelsia pilosa ingår i släktet Brunfelsia och familjen potatisväxter. Inga underarter finns listade i Catalogue of Life.